# Zbigniew Rozner
Zbigniew Stefan Rozner (ur. 2 sierpnia 1923, zm. 15 grudnia 2007) – polski architekt, wraz z Maciejem Szawernowskim był między innymi projektantem powstałego w połowie lat 70. XX wieku, budynku przedstawicielstwa handlowego Rosji pomiędzy ul. Goworka i Belwederską w Warszawie.

## Życiorys
Uczestnik powstania warszawskiego, ps. „Ostroróg”. Absolwent Wydziału Architektury Politechniki Warszawskiej z 1950 r., w tym samym roku został członkiem SARP. Był twórcą i współtwórcą wielu obiektów użyteczności publicznej, w tym między innymi Szpitala MON i Szpitala Neuropsychiatrycznego w Warszawie oraz Szpitala Psychiatrycznego w Morawicy, a także wielu sanatoriów i ośrodków wypoczynkowych.
Pochowany 21 grudnia 2007 na cmentarzu Bródnowskim w Warszawie.

## Odznaczenia
- Złoty Krzyż Zasługi
- Złota Odznaka Ministerstwa Budownictwa
- Brązowa Odznaka SARP